# Чемпионат мира по плаванию на короткой воде 2016
Чемпионат мира по плаванию на короткой воде 2016 (англ. The 13th FINA World Swimming Championships (25 m)) — тринадцатый чемпионат мира по плаванию в 25-метровом бассейне. Прошёл с 6 декабря по 13 декабря 2016 года в Уинсоре, Канада. Представители 172 стран мира разыграли 46 комплектов наград.

## Медальный зачёт
Легенда
  *   Страна-организатор
| Место | Страна           | Золото | Серебро | Бронза | Всего |
| ----- | ---------------- | ------ | ------- | ------ | ----- |
| 1     | США              | 8      | 15      | 7      | 30    |
| 2     | Венгрия          | 7      | 2       | 2      | 11    |
| 3     | Россия           | 6      | 5       | 3      | 14    |
| 4     | ЮАР              | 4      | 1       | 0      | 5     |
| 5     | Республика Корея | 3      | 0       | 0      | 3     |
| 6     | Канада*          | 2      | 3       | 3      | 8     |
| 7     | Нидерланды       | 2      | 3       | 1      | 6     |
| 8     | Япония           | 2      | 2       | 11     | 16    |
| 9     | Австралия        | 2      | 2       | 7      | 11    |
| 10    | Германия         | 2      | 1       | 0      | 3     |
| 11    | Италия           | 1      | 4       | 2      | 7     |
| 12    | Великобритания   | 1      | 2       | 2      | 5     |
| 13    | Бразилия         | 1      | 1       | 1      | 3     |
| 13    | Ямайка           | 1      | 1       | 1      | 3     |
| 15    | Китай            | 1      | 0       | 2      | 3     |
| 16    | Дания            | 1      | 0       | 1      | 2     |
| 16    | Литва            | 1      | 0       | 1      | 2     |
| 16    | Польша           | 1      | 0       | 1      | 2     |
| 19    | Франция          | 0      | 2       | 0      | 2     |
| 20    | Словения         | 0      | 1       | 0      | 1     |
| 20    | Украина          | 0      | 1       | 0      | 1     |
| 22    | Беларусь         | 0      | 0       | 2      | 2     |
| Итого | Итого            | 46     | 46      | 47     | 139   |

## Призёры

### Мужчины
| Дистанция                        | Золото | Золото      | Серебро | Серебро  | Бронза | Бронза   |
| -------------------------------- | --- | ----------- | --- | -------- | --- | -------- |
| Вольный стиль                    | |             | |          | |          |
| 50 м                             | Йессе Пютс · Нидерланды | 21.10       | Владимир Морозов · Россия | 21.14    | Симонас Билис · Литва | 21.23    |
| 100 м                            | Симонас Билис · Литва | 46.58       | Синри Сиоура · Япония | 46.59    | Томмасо Д'Орсонья · Австралия | 46.70    |
| 200 м                            | Пак Тхэ Хван · Республика Корея | 1:41.03     | Чад ле Кло · ЮАР | 1:41.65  | Александр Красных · Россия | 1:41.95  |
| 400 м                            | Пак Тхэ Хван · Республика Корея | 3:34.59     | Александр Красных · Россия | 3:35.30  | Петер Бернек · Венгрия | 3:37.65  |
| 1500 м                           | Пак Тхэ Хван · Республика Корея | 14:15.51 CR | Грегорио Пальтриньери · Италия | 14:21.94 | Войцех Войдак · Польша | 14:25.37 |
| Спина                            | |             | |          | |          |
| 50 м                             | Дзюнъя Кога · Япония | 22.85       | Жереми Стравьюс · Франция | 22.99    | Павел Санкович · Беларусь | 23.03    |
| 100 м                            | Митч Ларкин · Австралия | 49.65       | Андрей Шабасов · Россия | 49.69    | Сюй Цзяюй · Китай | 50.02    |
| 200 м                            | Радослав Кавенцкий · Польша | 1:47.63     | Джейкоб Пебли · США | 1:48.98  | Масаки Канэко · Япония | 1:49.18  |
| Брасс                            | |             | |          | |          |
| 50 м                             | Камерон ван дер Бург · ЮАР | 25.64       | Петер Джон Стевенс · Словения | 25.85    | Фелипе Лима · Бразилия | 25.98    |
| 100 м                            | Марко Кох · Германия | 56.77       | Владимир Морозов · Россия | 57.00    | Фабио Скоццоли · Италия | 57.03    |
| 200 м                            | Марко Кох · Германия | 2:01.21 CR  | Эндрю Уиллис · Великобритания | 2:01.71  | Михаил Доринов · Россия | 2:03.09  |
| Баттерфляй                       | |             | |          | |          |
| 50 м                             | Чад ле Кло · ЮАР | 21.98       | Том Шилдс · США | 22.40    | Дэвид Морган · Австралия | 22.47    |
| 100 м                            | Чад ле Кло · ЮАР | 48.08 WR    | Том Шилдс · США | 49.09    | Дэвид Морган · Австралия | 49.31 OC |
| 200 м                            | Чад ле Кло · ЮАР | 1:48.76     | Том Шилдс · США | 1:49.50  | Дайя Сэто · Япония | 1:49.97  |
| Комплексное плавание             | |             | |          | |          |
| 100 м                            | Майкл Эндрю · США | 51.84       | Дайя Сэто · Япония | 52.01    | Синри Сиоура · Япония | 52.17    |
| 200 м                            | Ван Шунь · Китай | 1:51.74     | Филип Хайнц · Германия | 1:52.07  | Дайя Сэто · Япония | 1:52.89  |
| 400 м                            | Дайя Сэто · Япония | 3:59.24     | Макс Литчфилд · Великобритания | 4:00.66  | Давид Веррасто · Венгрия | 4:01.56  |
| Эстафеты                         | |             | |          | |          |
| 4×50 м в/с                       | Россия · Алексей Брянский (21.70) · Никита Лобинцев (21.06) · Александр Попков (20.85) · Владимир Морозов (20.71) · Кирилл Пригода                                                    | 1:24.32     | США · Пол Пауэрс (21.73) · Блэйк Пирони (21.14) · Майкл Чедвик (21.02) · Том Шилдс (20.58) · Диллон Вирва · Майкл Эндрю                | 1:24.47  | Япония · Косукэ Мацуи (21.81) · Кэнта Ито (20.96) · Синри Сиоура (20.60) · Дзюнъя Кога (21.14) | 1:24.51  |
| 4×100 м в/с                      | Россия · Никита Лобинцев (47.34) · Михаил Вековищев (1:42.86) · Владимир Морозов (45.42) · Александр Попков (46.18) · Алексей Брянский                                                | 3:05.90     | Франция · Клеман Миньон (46.91) · Жереми Стравьюс (46.21) · Жордан Потен (47.90) · Мехди Метелла (46.33) · Ионел Говинден              | 3:07.35  | Австралия · Брейден Маккарти (47.57) · Дэниел Смит (46.84) · Дэвид Морган (47.48) · Томмасо Д'Орсонья (45.87) · Джек Джеррард · США · Майкл Чедвик (47.56) · Том Шилдс (46.59) · Пол Пауэрс (47.59) · Блэйк Пирони (46.02) · Мэттью Хоза | 3:07.76  |
| 4×200 м в/с                      | Россия · Михаил Довгалюк (1:44.27) · Михаил Вековищев (46.96) · Артём Лобузов (1:44.04) · Артём Лобузов (1:44.04) · Александр Красных (1:40.93) · Даниил Пасынков                     | 6:52.10     | США · Блэйк Пирони (1:43.14) · Джейкоб Пебли (1:43.38) · Пейс Кларк (1:44.16) · Зейн Гроте (1:42.66)                                   | 6:53.34  | Япония · Юки Кобори (1:43.97) · Дайя Сэто (1:42.54) · Цубаса Амаи (1:44.11) · Кацухиро Мацумото (1:42.92) | 6:53.54  |
| эстафета 4×50 м комбинированная  | Россия · Андрей Шабасов (23.46) · Кирилл Пригода (25.52) · Александр Попков (22.08) · Владимир Морозов (20.46) · Григорий Тарасевич · Олег Костин · Даниил Пахомов · Алексей Брянский | 1:31.52     | США · Джейкоб Пебли (23.54) · Коди Миллер (25.68) · Том Шилдс (21.94) · Майкл Чедвик (20.81) · Мэттью Хоза · Майкл Эндрю · Пол Пауэрс  | 1:31.97  | Беларусь · Павел Санкович (23.05) · Илья Шиманович (25.82) · Евгений Цуркин (22.59) · Антон Латкин (21.03) | 1:32.49  |
| эстафета 4×100 м комбинированная | Россия · Андрей Шабасов (50.30) · Кирилл Пригода (55.78) · Александр Харланов (49.51) · Владимир Морозов (45.58) · Григорий Тарасевич · Олег Костин · Александр Попков                | 3:21.17     | Австралия · Митч Ларкин (50.24) · Томми Сукипто (57.46) · Дэвид Морган (49.32) · Томмасо Д'Орсонья (50.81) · Бобби Хёрли · Дэниел Смит | 3:23.56  | Япония · Дзюнъя Кога (50.26) · Ёсики Яманака (57.57) · Такэси Кавамото (50.02) · Синри Сиоура (46.86) · Кэнта Ито | 1:32.49  |

### Женщины
| Дистанция                        | Золото | Золото     | Серебро | Серебро | Бронза | Бронза  |
| -------------------------------- | --- | ---------- | --- | ------- | --- | ------- |
| Вольный стиль                    | |            | |         | |         |
| 50 м                             | Раноми Кромовидьойо · Нидерланды | 23.60      | Сильвия Ди Пьетро · Италия | 23.90   | Мэдисон Кеннеди · США | 23.93   |
| 100 м                            | Бриттани Элмсли · Австралия | 51.81      | Раноми Кромовидьойо · Нидерланды | 51.92   | Пенни Олексяк · Канада | 52.01   |
| 200 м                            | Федерика Пеллегрини · Италия | 1:51.73    | Катинка Хоссу · Венгрия | 1:52.28 | Тейлор Рак · Канада | 1:52.50 |
| 400 м                            | Лиа Смит · США | 3:57.78    | Вероника Попова · Россия | 3:58.90 | Сихиро Игараси · Япония | 3:59.41 |
| 800 м                            | Лиа Смит · США | 8:10.17    | Эшли Твичелл · США | 8:11.95 | Киа Мелвертон · Австралия | 8:16.51 |
| Спина                            | |            | |         | |         |
| 50 м                             | Этьен Медейрос · Бразилия | 25.82      | Катинка Хоссу · Венгрия | 25.99   | Эли Делуф · США | 26.14   |
| 100 м                            | Катинка Хоссу · Венгрия | 55.54      | Кайли Масс · Канада | 56.24   | Джорджия Дэвис · Великобритания | 56.45   |
| 200 м                            | Катинка Хоссу · Венгрия | 2:00.79    | Дарина Зевина · Украина | 2:02.24 | Эмили Сибом · Австралия | 2:00.13 |
| Брасс                            | |            | |         | |         |
| 50 м                             | Лилли Кинг · США | 28.92      | Алия Аткинсон · Ямайка | 29.11   | Молли Ханнис · США | 29.58   |
| 100 м                            | Алия Аткинсон · Ямайка | 1:03.03    | Лилли Кинг · США | 1:03.35 | Молли Ханнис · США | 1:03.89 |
| 200 м                            | Молли Реншоу · Великобритания | 2:16.92    | Келси Уог · Канада | 2:17.43 | Хлоя Таттон · Великобритания | 2:17.83 |
| Баттерфляй                       | |            | |         | |         |
| 50 м                             | Джанетт Оттесен · Дания | 24.92      | Келси Уоррелл · США | 25.27   | Рикако Икээ · Япония | 25.32   |
| 100 м                            | Катинка Хоссу · Венгрия | 55.12      | Келси Уоррелл · США | 55.22   | Рикако Икээ · Япония | 55.64   |
| 200 м                            | Катинка Хоссу · Венгрия | 2:02.15    | Келси Уоррелл · США | 2:02.89 | Чжан Юйфэй · Китай | 2:05.10 |
| Индивидуальная эстафета          | |            | |         | |         |
| 50 м                             | Катинка Хоссу · Венгрия | 57.24      | Эмили Сибом · Австралия | 57.97   | Алия Аткинсон · Ямайка | 58.04   |
| 100 м                            | Катинка Хоссу · Венгрия | 2:02.90    | Элла Истин · США | 2:05.02 | Мадисин Кокс · США | 2:05.93 |
| 200 м                            | Катинка Хоссу · Венгрия | 4:21.67    | Элла Истин · США | 4:27.74 | Мадисин Кокс · США | 4:27.78 |
| Эстафеты                         | |            | |         | |         |
| 4 х 50 м вольным стилем          | Канада · Мишель Уильямс (24.07) · Сандрин Менвиль (23.62) · Тейлор Рак (23.77) · Пенни Олексяк (23.54) · Алексия Зевник · Сара Дарсел                           | 1:35.00    | Нидерланды · Тамара ван Влит (24.45) · Раноми Кромовидьойо (23.11) · Майке де Ваард (24.09) · Ким Буш (23.72) · Мауд ван дер Меер ·   | 1:35.37 | Италия · Сильвия Ди Пьетро (23.92) · Эрика Феррайоли (23.52) · Аглая Пеццато (24.06) · Федерика Пеллегрини · (24.11) ·                                | 1:35.61 |
| 4 х 100 м вольным стилем         | США · Аманда Вейр (52.95) · Келси Уоррелл (51.04) · Мэдисон Кеннеди (52.84) · Мэллори Комерфорд (51.99) · Эли Де Луф · Кэти Дрэбот · Катрина Конопка            | 3:28.82    | Италия · Эрика Феррайоли (53.51) · Сильвия Ди Пьетро (52.06) · Аглая Пеццато (52.52) · Федерика Пеллегрини · (52.19) ·                | 3:30.28 | Нидерланды · Мауд ван дер Меер (53.48) · Маррит Стенберген (53.17) · Майке де Ваард (53.09) · Раноми Кромовидьойо (51.36) · Ким Буш · Робин Нойманн · | 3:31.10 |
| 4 х 200 м вольным стилем         | Канада · Катерина Савар (1:55.53) · Тейлор Рак (1:51.69) · Кеннеди Госс (1:54.62) · Пенни Олексяк (1:52.05) · Алексия Зевник                                    | 7:33.89    | США · Лиа Смит (1:54.87) · Мэллори Комерфорд (1:53.32) · Сара Гибсон (1:55.43) · Мэдисон Кеннеди (1:55.03) · Кэти Дрэбот              | 7:38.65 | Россия · Дарья Муллакаева (1:57.53) · Дарья Устинова (1:55.13) · Арина Опёнышева (1:54.83) · Вероника Попова (1:52.44) · Ирина Кривоногова ·          | 7:39.93 |
| комбинированная эстафета 4×50 м  | США · Эли Де Луф (26.12) · Лилли Кинг (28.78) · Келси Уоррелл (24.44) · Катрина Конопка (23.93)                                                                 | 1:43.27 WR | Италия · Сильвия Скалия (26.96) · Мартина Карраро (30.12) · Сильвия Ди Пьетро (24.88) · Сильвия Феррайоли (23.42)                     | 1:45.38 | Дания · Мия Нильсен (26.71) · Матильда Шродер (30.67) · Эмилия Бекманн (24.96) · Джанетта Оттесен (23.64)                                             | 1:45.98 |
| комбинированная эстафета 4×100 м | США · Эли Де Луф (56.68) · Лилли Кинг (1:03.71) · Келси Уоррелл (55.48) · Мэллори Комерфорд (52.02) · Хеллен Моффитт · Молли Ханнис · Сара Гибсон · Аманда Вейр | 3:47.89    | Канада · Кайли Масс (56.29) · Рахель Николь (1:05.13) · Катерина Савар (56.38) · Пенни Олексяк (51.07) · Хилари Колдуэлл · Тейлор Рак | 3:48.87 | Австралия · Эмили Сибом (56.18) · Джессика Хансен (1:04.83) · Эмили Уошер (56.90) · Бриттани Элмсли (51.75)                                           | 3:49.66 |

### Смешанные эстафеты
| Дисциплина                                | Золото | Золото     | Серебро | Серебро | Бронза | Бронза  |
| ----------------------------------------- | --- | ---------- | --- | ------- | --- | ------- |
| смешанная эстафета 4×50 м вольным стилем  | Россия · Алексей Брянский (21.40) · Владимир Морозов (20.44) · Мария Каменева (24.01) · Розалия Насретдинова (23.88) | 1:29.73    | Нидерланды · Йессе Пютс (21.27) · Нилс Корстанье (21.15) · Раноми Кромовидьойо (23.34) · Майке де Вард (24.06) | 1:29.82 | Канада · Юрий Кисиль (21.39) · Маркус Тормайер (21.28) · Мишель Уильямс (23.48) · Сандрин Менвиль (23.68) | 1:29.83 |
| смешанная комбинированная эстафета 4×50 м | США · Том Шилдс (23.45) · Лилли Кинг (28.74) · Келси Уоррелл (24.59) · Майкл Чадвик (20.44)                          | 1:37.22 CR | Бразилия · Этьен Медейрос (25.93) · Фелипе Лима (25.46) · Николас Сантос (21.93) · Лариса Оливейра (24.42)     | 1:37.74 | Япония · Дзюнъя Кога (22.74) · Ёсики Яманака (26.48) · Рикако Икээ (24.89) · Саюки Оути (24.34)           | 1:38.45 |